# Svante Kjellberg
Svante Gunnar Kjellberg, född 20 december 1946 i Stockholm, är en svensk läkare och expert på tecknade serier. 
Kjellberg, som är gynekolog och obstetriker i Göteborg, var ordförande i Seriefrämjandet åren 1995–1997. Kjellberg har bland annat specialiserat sig på amerikanska undergroundserier, om vilka han har skrivit flertalet artiklar i Bild & Bubbla (och dess föregångare Thud) och Serieguide. Han har även skrivit om undergroundserier för Nationalencyklopedin. I början av 1990-talet var Svante Kjellberg ledamot av Statens kulturråds expertgrupp för stöd till tecknade serier.
2014 medverkade han som en av huvudförfattarna till 100 år av boende, en bok om en hundraårig fastighet i Göteborg.
Svante Kjellberg är gift med läkaren Ann Thurin, specialistläkare inom reproduktionsenheten på Sahlgrenska universitetssjukhuset i Göteborg. Kjellberg har på senare år tjänstgjort som verksamhetschef inom gynekologi hos Västra Götalandsregionen i Göteborg, efter att tidigare ha verkat vid Universitetssjukhuset i Linköping. I Linköping tjänstgjorde han både som chefsöverläkare för kvinnokliniken och som ansvarig för IVF-verksamheten på sjukhuset.